# Kricogonia lyside
Kricogonia lyside és una espècie de lepidòpter papilionoïdeu de la família dels pièrids (Pieridae). Les seves larves s'alimenten de les fulles d'arbres dels gèneres Porleria i Guaiacum. S'han registrat notoris esdeveniments de moviments massius o migracions a Mèxic i el sud dels Estats Units. A les illes del Carib i el nord d'Amèrica del Sud la seva única planta hostatjadora és Guaiacum officinale.